# Katarína Maráčková
Katarína Maráčková (* 16. Juni 1990) ist eine ehemalige slowakische Tennisspielerin.

## Karriere
Katarína Maráčková begann mit fünf Jahren mit dem Tennis und debütierte 2006 beim ITF-$10.000-Turnier in der ungarischen Hauptstadt Budapest auf dem ITF Women’s Circuit, wo sie an der Qualifikation teilnahm und das Hauptfeld nach einer Niederlage in der dritten Runde verpasste. Im darauffolgenden Jahr konnte sie beim ITF-$10.000-Turnier im polnischen Kędzierzyn-Koźle erstmals die Qualifikation überstehen und sich für das Hauptfeld qualifizieren, dort schied sie bereits in der ersten Runde gegen die Tschehcin Lucie Kriegsmannová aus. Im Jahr 2008 nahm sie am ITF-$10.000-Turnier in der österreichischen Hauptstadt Wien teil und konnte sich dort im Einzel über die Qualifikation in das Hauptfeld spielen. Dort schied sie in der ersten Runde gegen eine Lokalmatadorin aus. In Wien startete sie aber zudem auch gemeinsam mit ihrer Landsfrau Ľudmila Cervanová in der Doppelkonkurrenz und sicherten sich dort durch einen Sieg gegen ein rumänisch-österreichisches Duo den Titel. Bis ins Jahr 2011 spielte Katarína Maráčková auf dem ITF Women’s Circuit und beendete dann ihre Karriere.

## Turniersiege

### Einzel
| Nr. | Datum           | Turnier | Kategorie   | Belag | Partnerin         | Finalgegnerinnen                  | Ergebnis          |
| --- | --------------- | ------- | ----------- | ----- | ----------------- | --------------------------------- | ----------------- |
| 1.  | 10. August 2008 | Wien    | ITF $10.000 | Sand  | Ľudmila Cervanová | Laura-Ioana Paar Nikola Hofmanova | 0:6, 6:3, [13:11] |